# (7460) Julienicoles
(7460) Julienicoles – planetoida z pasa głównego asteroid okrążająca Słońce w ciągu 3 lat i 285 dni w średniej odległości 2,43 j.a. Została odkryta 9 maja 1984 roku w Palomar Observatory przez Jamesa Gibsona. Nazwa planetoidy pochodzi od Julie Laine Nicoles (ur. 1986), studentki Chaffey College. Przed nadaniem nazwy planetoida nosiła oznaczenie tymczasowe (7460) 1984 JN.